# Donald E. Brownlee
Don Brownlee (* 1943) ist ein US-amerikanischer Astronom, Professor für Astronomie an der Universität von Washington (Seattle) und der Forschungsleiter für die Stardust Mission der Nasa zum Kometen Wild 2. Seine vorrangigen Interessen sind dabei die Gebiete Astrobiologie, Kometen, interstellare Materie und „porsche evangelism“.

## Ausbildung und Arbeitsgebiet
Brownlee studierte Elektrotechnik auf der University of California, Berkeley. Danach besuchte er die University of Washington, wo er seinen Doktortitel in Astronomie 1971 erlangte. Anschließend war er ab 1975 Mitglied in der Fakultät in dieser Universität. Er leitet unter anderem eine Forschungsabteilung als ein „Distinguished Visiting Professor“ an der astronomischen Abteilung der University of Chicago. Brownlee ist Mitautor zweier Bücher mit dem Paläontologen Peter Ward: Rare Earth: Why Complex Life is Uncommon in the Universe und The Life and Death of Planet Earth (siehe auch Rare-Earth-Hypothese).
Brownlee wurde in den 1970er Jahren bekannt für das Sammeln kleiner interplanetarer Staubteilchen (Brownlee particles) von hochfliegenden U-2-Flugzeugen aus. Im Gegensatz zu größeren Meteoriten überstehen diese den Eintritt in die Erdatmosphäre ohne starke Erhitzung und sinken dann langsam ab.

## Ehrungen
1991 wurde der Asteroid (3259) Brownlee nach Brownlee benannt. Auch ein neu entdecktes Mineral trägt seinen Namen. Brownleeit ist zudem das erste Mineral, das in einem Kometen gefunden wurde. Er wurde von der National Academy of Sciences mit der J. Lawrence Smith Medal, der Leonard Medal von der Meteoritical Society und der NASA Medal for Exceptional Scientific Achievement geehrt. 1985 wurde er zum Fellow der American Association for the Advancement of Science gewählt. Zudem wurde er 1996 in die National Academy of Sciences und 2007 in die American Academy of Arts and Sciences aufgenommen.